# Jan van Vlijmen (componist)
Johannes Alphonsus (Jan) van Vlijmen (Rotterdam, 11 oktober 1935 - Réveillon (Frankrijk),  24 december 2004) was een Nederlands componist.

## Loopbaan
Hij was zoon van Wilhelmina Geertruida Koperberg en Thomas Alphonsus van Vlijmen, die in 1934 getrouwd waren. Thom van Vlijmen (1902-1972) was musicus (aldus zijn trouwakte), opgeleid aan het Rotterdams Conservatorium en werd organist van de Sint-Rosaliakerk aldaar totdat zijn kerk in vlammen opging tijdens het Bombardement van Rotterdam; hij was er ook al koorleider en was vanaf 1940 te vinden in Den Bosch; hij was er koorleider van het Alfonsuskoor. 
Hijzelf was tussen 1958 en 1988 getrouwd met Johanna Catholina de Beer en later hertrouwd met Babet Mossel.
Van Vlijmen studeerde orgel en piano (bij Theo Bruins) aan het Utrechts Conservatorium. Daarnaast studeerde hij compositie bij Kees van Baaren. Na zijn afstuderen was hij tussen 1961 en 1965 als opvolger van Andries Hartsuiker directeur van de Muziekschool van Amersfoort, nadat hij enige tijd pianoles had gegeven aan het Utrechts Conservatorium.   Tussen 1965 en 1968 was hij weer terug in Utrecht, maar dan als docent muziektheorie. Hij woonde in die jaren in Houten en Hoevelaken. 
In 1967 werd hij adjunct-directeur en - na de dood van Kees van Baaren in 1970 - directeur van het Koninklijk Conservatorium in Den Haag. Hij vroeg in 1982 aan minister Jos van Kemenade ontslag aan per augustus 1983 als directeur, maar wilde nog wel lessen in compositieleer blijven geven.. Hij wilde zich meer toeleggen op componeren, was van mening dat je niet te lang dezelfde directeur moest en hebben, maar zag ook dat zijn voorstellen om tot een beter conservatorium bestel te komen sneuvelden. 
Van 1984 tot 1988 was hij intendant van De Nederlandse Opera, nadat hij el enige tijd bestuurslid was van de Nederlandse Operastichting. Hij wilde meer financiële armslag om de kwaliteit te borgen. Hij bereikte echter het tegendeel en vertrok er met een conflict.    Hij was van 1990 tot 1997 directeur van het Holland Festival; hij was de opvolger van Ad 's-Gravesande. In 1957 was al een werk van hem aldaar te horen geweest.
Hij overleed op 69-jarige leeftijd in Réveillon (Frankrijk) aan de gevolgen van leukemie.

## Werk
Jan van Vlijmen componeerde orkestwerken, opera's, kamermuziek en liederen. Voortbouwend op de dodecafonie van Arnold Schönberg volgde hij de principes van het serialisme, maar hij was daarin niet dogmatisch: hij was van mening dat het resultaat van seriële uitgangspunten "evengoed in de eerste plaats melodisch of harmonisch [kan] zijn, of allebei".  Hij was al tijdens zijn verblijf in Den Bosch bekend als componist (en musicus). Uit die tijd stamt een werk Vier liederen op tekst van Ronny van Cleef , dat een uitvoering kreeg door mezzosopraan Sonja Kurwin met het Brabants Orkest onder leiding van Hein Jordans. 
Hij behoorde in 1969, met Louis Andriessen, Reinbert de Leeuw, Misha Mengelberg en Peter Schat, tot het componistencollectief dat met de schrijvers Harry Mulisch en Hugo Claus werkte aan de operaproductie Reconstructie voor het Holland Festival. In de jaren 1975-1977 componeerde hij Axel in samenwerking met Reinbert de Leeuw en in 1990 in opdracht van de Vlaamse Opera Un malheureux vétu de noir over Vincent van Gogh en diens broer Theo van Gogh. Zijn laatste opera Thyestes (naar het toneelstuk van Hugo Claus), een opdracht van de Koninklijke Muntschouwburg en de Nationale Reisopera, was klaar in 2004, kort voor zijn overlijden.
Hij schreef ook enkele werken voor harmonieorkest, Serenata I (1967) en Per Diciassette (1968). Zijn allerlaatste compositie, Trio Estatico, componeerde hij voor het Osiris Trio.
Van Vlijmen voltooide in 1987 de partituur en instrumentatie van Summer rites at Noon voor twee orkesten van Rudolf Escher. Hij bewerkte ook liederen van Arnold Schönberg en Alexander Zemlinsky voor orkest. 
In 1965 won hij de Staatsprijs en in 1966 de Fontein-Tuynhoutprijs voor zijn compositie Gruppi per 20 strumenti e percussione. Dit werk,(premiere 13 september 1963) zorgde ervoor dat concertzalen heringericht moesten worden, omdat het werk een afwijkende opstelling nodig heeft om een andere ruimtewerking dan standaard te verkrijgen. Het werk werd wel uitgevoerd (zonder ruimtelijke aanpassingen) door het Radio Kamerorkest onder leiding van Roelof Krol en het Concertgebouworkest onder leiding van Pierre Boulez (1963 en 1965) en Lucas Vis (1983). 
Hij ontving tweemaal de Matthijs Vermeulenprijs, in 1972 voor Omaggio a Gesualdo en in 1980 voor het orkestwerk Quaterni.
- Bibliothèque nationale de France: cb148464892 (data)
- Gemeinsame Normdatei: 118938991
- International Standard Name Identifier: 0000 0000 8184 7262
- Library of Congress Control Number: n81146638
- MusicBrainz: b6931030-5d18-4105-b3bc-862a4efccf29
- Nationale Bibliotheek van Israël: 987007283529005171
- Nederlandse Thesaurus van Auteursnamen: 073798967
- Virtual International Authority File: 115997104
- WorldCat: E39PBJrWDJddtBkVCVCPKb9v73